# Restio vimineus
Restio vimineus är en gräsväxtart som beskrevs av Christen Friis Rottbøll. Restio vimineus ingår i släktet Restio och familjen Restionaceae. Inga underarter finns listade i Catalogue of Life.